# Gymnasium Lohne
Das Gymnasium Lohne ist das jüngste allgemeinbildende Gymnasium des Oldenburger Münsterlandes und liegt im Nordosten Lohnes. Zum Einzugsgebiet der Schule, deren Schulträger der Landkreis Vechta ist, gehören neben der Stadt Lohne auch die Stadt Dinklage und die Ortschaft Mühlen.

## Geschichte
Die Schule wurde 1968 im Zuge der Bildungsreform von der Stadt Lohne gegründet. Der Unterricht in den Klassen 5 und 7 des „Gymnasiums im Entstehen“ begann 1968 in einer Außenstelle. 1975 legte der erste Jahrgang das Abitur ab.
Ab 1970 wurde in einem Teil des im Entstehen begriffenen neuen Schulgebäudes Unterricht erteilt. 1971 wurde neben der Schule eine Schwimm- und Sporthalle errichtet. Der Gesamtkomplex wurde 1974 eingeweiht. Später erfolgten der Anbau weiterer Unterrichtsräume sowie die Errichtung eines im Jahr 2005 eingeweihten neuen Lehrtrakts. Ein erhöhter Raumbedarf war dadurch entstanden, dass durch die Auflösung der Orientierungsstufe in Niedersachsen zum Schuljahr 2004/2005 auch Schüler des fünften und sechsten Schuljahres untergebracht werden mussten, die ein Jahr lang in Außenstellen unterrichtet worden waren.
Die Umstellung auf das System „G8“ (Abitur nach Klasse 12) zog sich bis zum Jahr 2011 hin, in dem die letzten Schüler nach Klasse 13 ihr Abitur ablegten. Entsprechend gab es im Jahr 2011 zwei Abitur-Jahrgänge. Weil es in der Aula der Schule, in der die Feier zur Entlassung der Abiturienten mit der Aushändigung der Abschlusszeugnisse üblicherweise stattfindet, nicht genug Platz für 254 Abiturienten, ihre Angehörigen und sonstige Gäste gab, musste die Feier auf die Freilichtbühne Lohne verlegt werden.
Im Schuljahr 2018/19 bildeten 113 Lehrer das Kollegium. Rund 1400 Schüler besuchten im Schuljahr 2020/21 das Gymnasium Lohne. Wegen der Rückkehr zu „G9“ war das Abitur 2020 weitgehend ausgefallen, so dass im Schuljahr 2020/2021 ein Schülerjahrgang mehr zu unterrichten war als im vorangegangenen Schuljahr. Auch durch den zusätzlichen Jahrgang 13 entstand ein weiterer Raumbedarf. Ihm wurde durch einen neuen Oberstufentrakt (fertiggestellt 2022) Rechnung getragen. Bereits 2011 hatte eine Mensa den Betrieb aufgenommen, die aufgrund des zunehmenden Angebots an Ganztagsunterricht vor dem Südflügel der Schule errichtet worden war.
120 Lehrkräfte erteilten im Schuljahr 2023/2024 am Gymnasium Lohne Unterricht. Im Schuljahr 2024/2025 besuchen 1245 Schüler diese Schule.

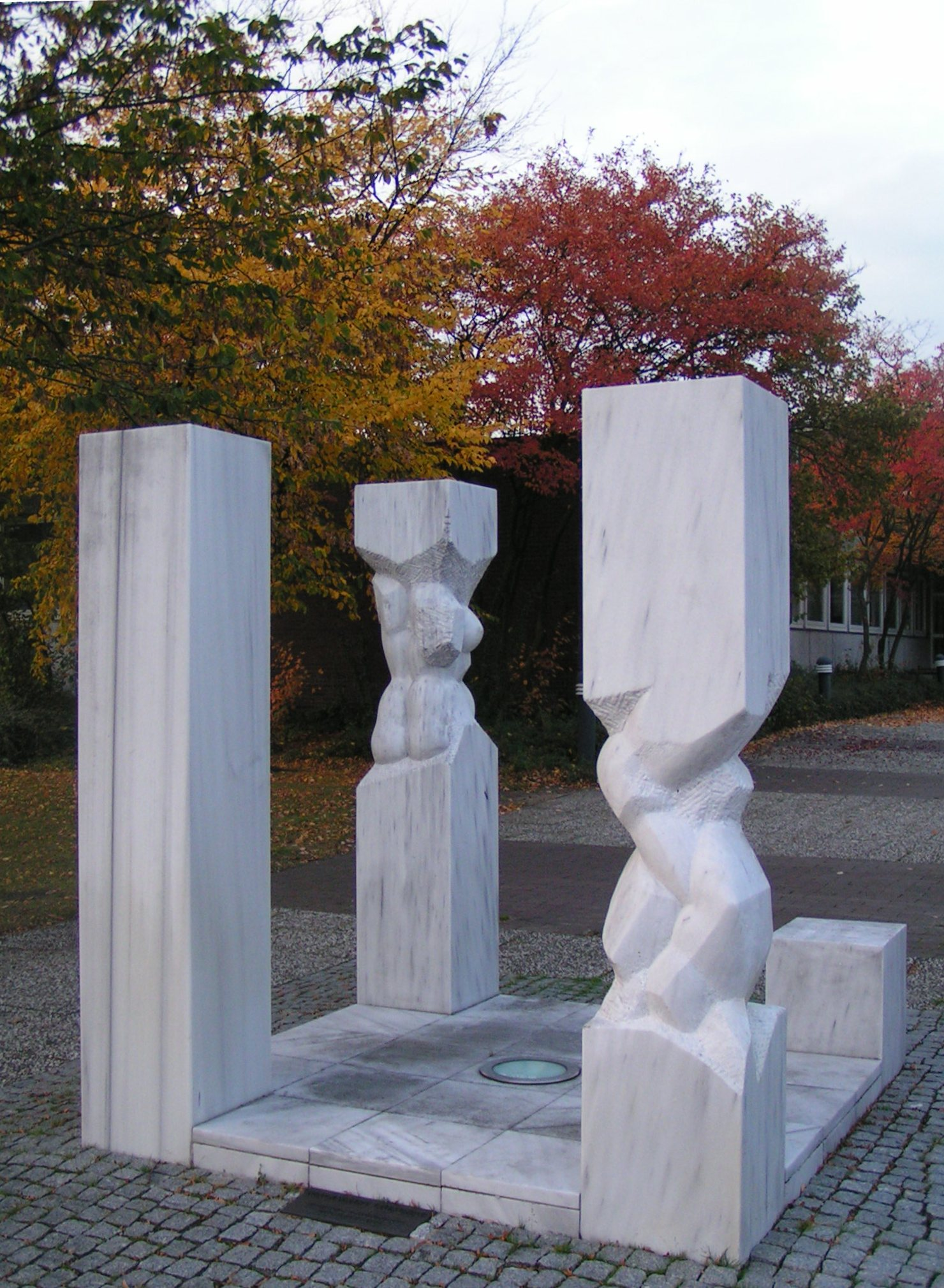
Blick auf das „Magische Quadrat“ – Skulptur von Wolfgang Roßdeutscher vor dem Haupteingang
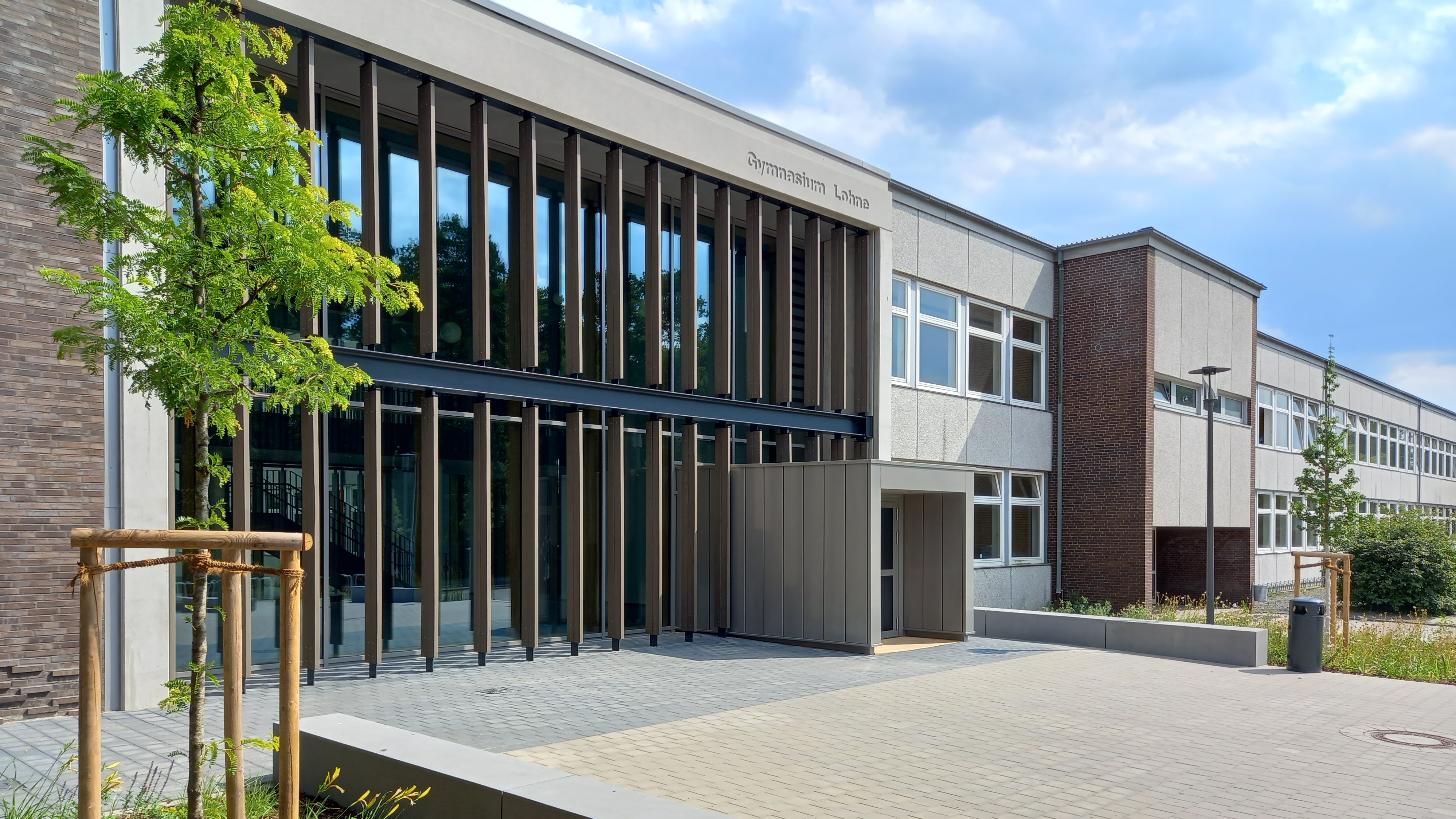
Alter Westflügel (rechts) und neuer Oberstufenstrakt (links) des Gymnasiums Lohne
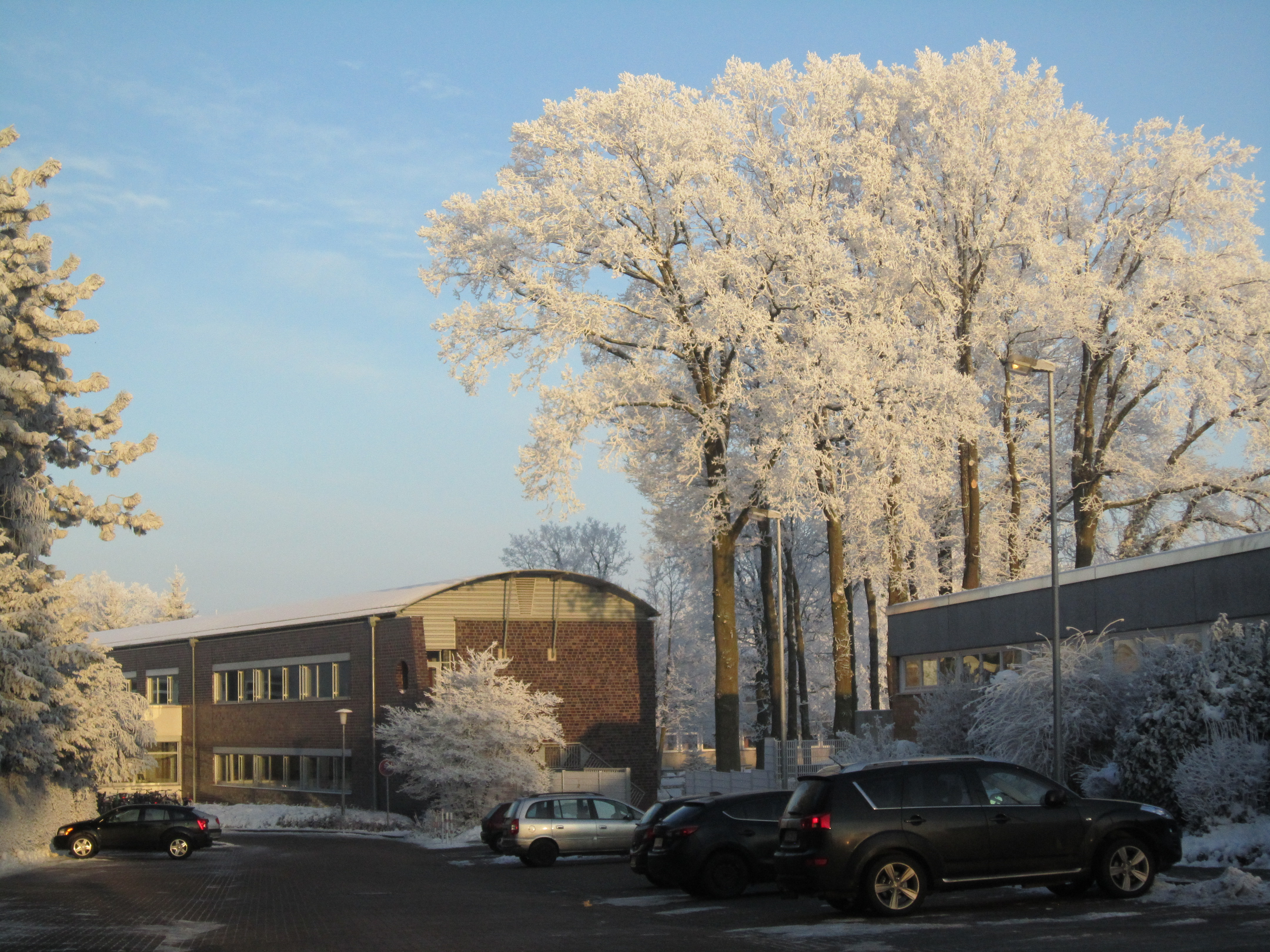
Anbau für die Jahrgangsstufen 5 und 6 (links) und Sporthalle (rechts)
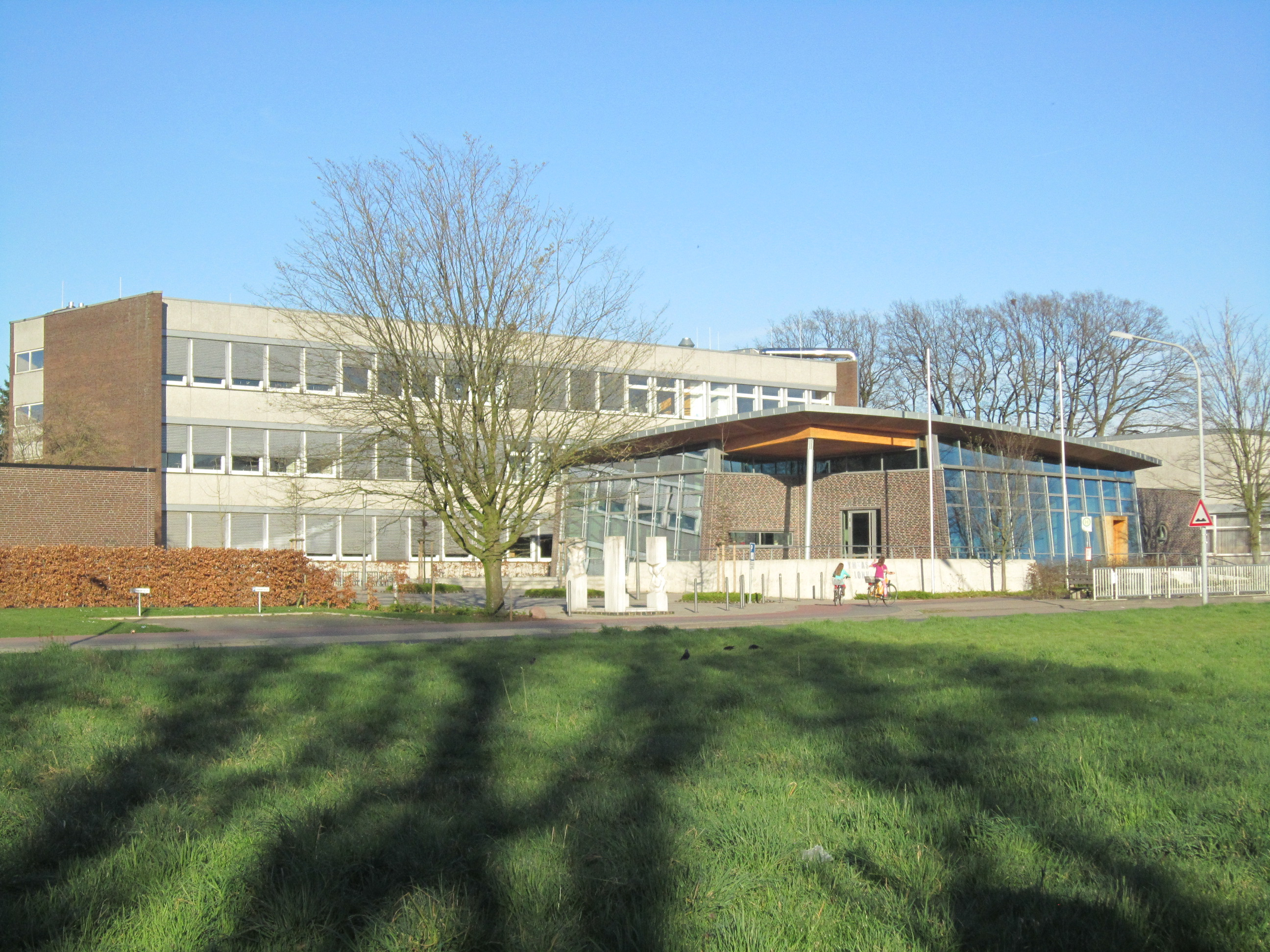
Mensa vor dem Südflügel des Gymnasiums (2014)
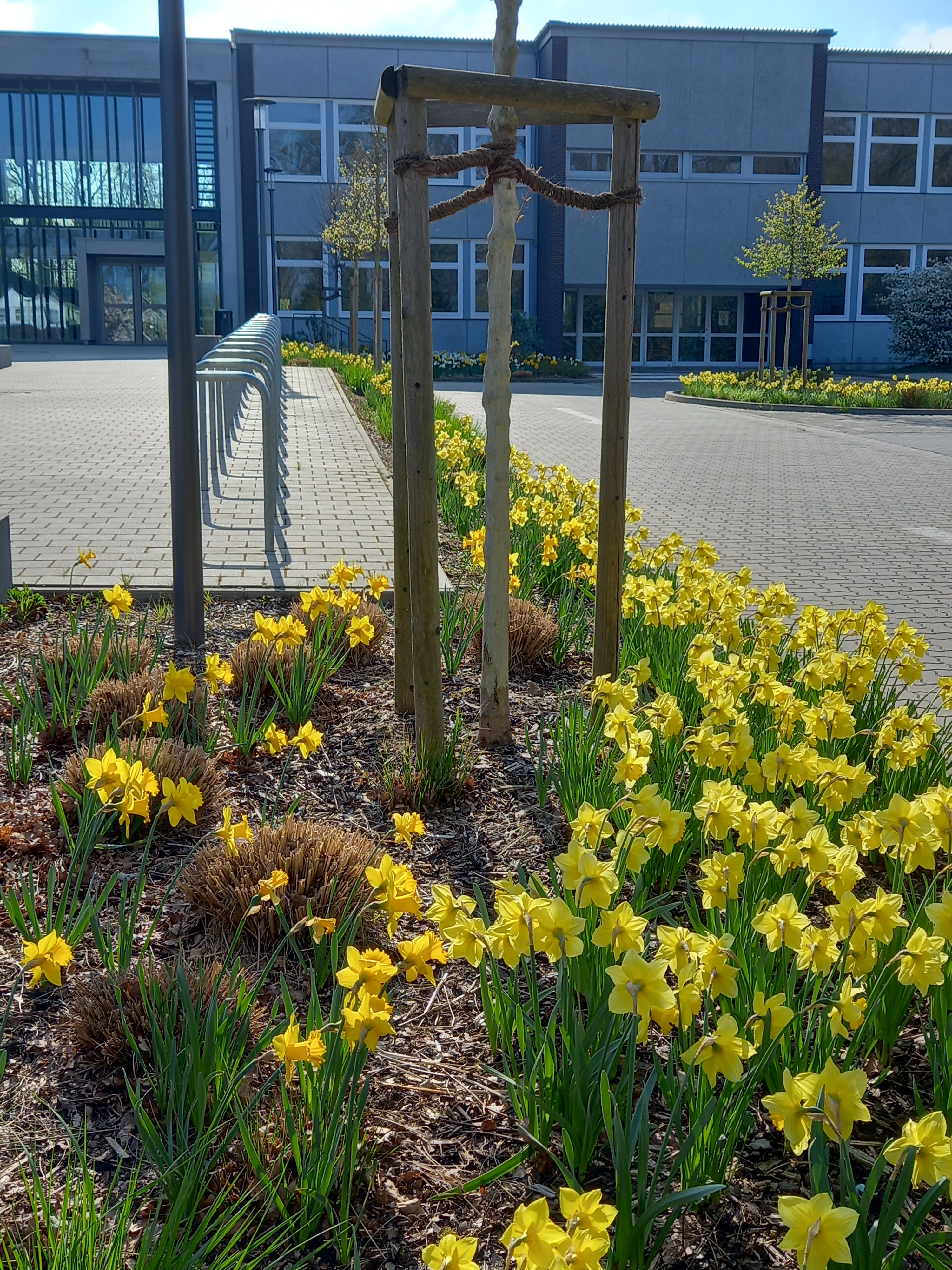
Beginn eines Narzissengürtels rund um den Oberstufentrakt (hinten links) (2025)

## Ausstattung
Die Schule verfügt über ein großes Schulgelände mit einem Lehrer- und Schülerparkplatz. Eine 2015 renovierte Aula hat Platz für 550 Besucher. An das unmittelbare Schulgelände grenzen eine dreiteilige Turn- und eine Schwimmhalle sowie ein Sportplatz mit der zugehörigen Aschenbahn an, die in den alten Baumbestand und die Grünanlagen eingegliedert sind. Spielanlagen für die unteren Klassenstufen sind ebenfalls vorhanden. Eine Skulptur des Magdeburger Bildhauers Wolfgang Roßdeutscher steht am Haupteingang der Schule.
In der Pausenhalle werden wechselnde Dokumentationen in den Vitrinen, an den Stellwänden oder an 2006 angeschafften Infomonitoren über eine Vielzahl von Unterrichtsprojekten, Aktionen und Wettbewerben, die den Schulalltag gestalten, gezeigt. In der Pausenhalle sind Sitzmöglichkeiten und ein kleiner Imbiss („Uschis Imbiss“), der 1998 eingerichtet und 2006 erweitert wurde, vorhanden. Anfang 2011 wurde der für 1,4 Millionen Euro errichtete, 220 Sitzplätze umfassende Mensa-Anbau eröffnet.
Zwei Computerräume mit 15 bzw. 13 Schülerarbeitsplätzen und weitere Unterrichtsräume mit Internetanschluss, Beamer etc. bieten Möglichkeiten, die Neuen Technologien im Unterricht und in der Projektarbeit sinnvoll zu nutzen. Ein weiterer Computerraum für die Musik mit 15 Schülerarbeitsplätzen mit Keyboards und digitalen Mischpulten bietet vielfältige Möglichkeiten für multimediale Projekte. Insgesamt stehen etwa 75 Unterrichtsräume zur Verfügung.

## Bildungsangebot
In der Oberstufe werden derzeit (2008) „Kurse auf erhöhtem Niveau“ in zwölf Fächern angeboten (Deutsch, Englisch, Politik/Wirtschaft, Latein, Kunst, Geschichte, katholische Religion, Mathematik, Physik, Chemie, Biologie und Sport), als weitere Prüfungsfächer kommen Spanisch und evangelische Religion hinzu; Grundkurse können darüber hinaus belegt werden in den Fächern Werte/Normen, Pädagogik, Musik, Informatik und darstellendes Spiel.
Das Gymnasium Lohne bietet den Oberstufenschülern fünf Schwerpunkte an:
- den sprachlichen,
- den musisch-künstlerischen,
- den gesellschaftswissenschaftlichen,
- den naturwissenschaftlichen und
- den sportlichen Schwerpunkt.

Das Angebot an Fremdsprachen umfasst neben Englisch wahlweise Französisch oder Latein ab Klasse 6 und ab Klasse 10 zusätzlich Latein, Französisch oder Spanisch als dritte Fremdsprache.

## Arbeitsgruppen am Gymnasium Lohne
Die Vorstellungen der Musical-AG mit etwa 120 Mitwirkenden sind auch in der weiteren Region bekannt.
Weiter gab und gibt es wechselnde Arbeitsgruppen wie eine Cubase-AG, die sich mit dem digitalen Komponieren von Musik beschäftigt, und die Homepage-AG, die für die Pflege der Webpräsenz der Schule verantwortlich ist.

## Sonstige Aktivitäten
- Am Wettbewerb „Jugend trainiert für Olympia“ nehmen jeweils etwa 10 bis 15 Mannschaften der Schule teil.
- Durch den jährlich stattfindenden „Fastenlauf“ werden soziale Projekte in Peru, Kamerun und Honduras sowie eine Schule in der Ukraine unterstützt.[5]
- Viele Eltern arbeiten mit in verschiedenen Gremien der Schule, so auch im Verein der Freunde und Förderer des Gymnasiums Lohne e. V., der vor mehr als 30 Jahren gegründet wurde. Er hat sich zum Ziel gesetzt, die unterrichtliche Arbeit und die außerunterrichtlichen Aktivitäten der Schule ideell und materiell zu unterstützen.

## Schullandheimaufenthalte und Studienfahrten
Ins Schullandheim fahren die sechsten Klassen. Einwöchige Studien- und Wanderfahrten gibt es in der zehnten und dreizehnten Klasse.

## Internationale Kontakte
Schulpartnerschaften mit regelmäßigen Schüleraustauschfahrten bestehen mit der Grand Ledge High School in Michigan, USA, mit der Moira House School in Eastbourne, GB und mit dem Collège Charles Bignon in Oisemont und dem Lycée du Vimeu in Friville-Escarbotin, in Nordfrankreich. Kontakte bestehen mit Schulen in Litauen, Polen, China und Ukraine.

## Bekannte ehemalige Schüler
- Reinhard Thole (* 1968), Bundesvorsitzender der Lesben und Schwulen in der Union (LSU) 2007–2010
- Michael Timme (* 1971), Jurist und Hochschullehrer
- Stephanie Schneider (* 1972), Kinderbuchautorin
- Tobias Gerdesmeyer (* 1973), Politiker (CDU)
- Anja Middelbeck-Varwick (* 1974), römisch-katholische Theologin
- Mareike Bokern (* 1979), Fernseh-Moderatorin beim WDR und beim Sender Phoenix
- Kristina Bröring-Sprehe (* 1986), Dressurreiterin, u. a. Weltmeisterin (Mannschaft, 2014, Normandie)  und Olympiasiegerin (Mannschaft, 2016, Rio de Janeiro)
- Madita Kohorst (* 1996), Handballspielerin

## Bekannte (ehemalige) Lehrer
- Albert Bocklage (1938–2023), Maler
- Benno Dräger (* 1949), Ehrenbürger der Stadt Lohne
- Michael Hirschfeld (* 1971), Historiker
- Claus Peter Poppe (* 1948), Politiker (SPD)